# Union nationale des travailleurs (Mexique)
Pour les articles homonymes, voir Union nationale des travailleurs.
L'Unión Nacional de Trabajadores (UNT - Union nationale des travailleurs) est une confédération syndicale mexicaine affiliée à la Confédération syndicale internationale et à la Confédération syndicale des travailleurs et travailleuses des Amériques.

## Historique
L'Union Nationale de Travailleurs (UNT) est fondée en 1997.